# Мігель Саяго
Мігель Саяго Марті, більш відомий як Мігелін (нар. 9 травня 1985, Пальма) — іспанський футзаліст, чемпіон Європи у складі збірної Іспанії 2012 та 2016 років.

## Кар'єра
У складі Іспанії він виграв чемпіонат Європи 2012 року. На чемпіонаті Європи 2014 року він потрапив до збірної найкращих гравців турніру, складеної Технічною групою УЄФА. 5 листопада 2020 року під час товариського матчу проти Бразилії Мігелін провів свій 100-й матч за збірну Іспанії, отримавши нагороду від Луїса Рубіалеса, президента Королівської іспанської футбольної федерації, пам’ятну футболку.